# China Open 2001
Der Youngor Super China Grand Prix 2001 im Badminton fand vom 18. bis zum 23. September 2001 in Ningbo statt. Das Preisgeld betrug 225.000 Dollar, was dem Turnier zu einem Fünf-Sterne-Status im World Badminton Grand Prix verhalf.

## Sieger und Platzierte
| Disziplin    | Gold                  | Silber                      | Bronze                                  |
| ------------ | --------------------- | --------------------------- | --------------------------------------- |
| Herreneinzel | Xia Xuanze            | Wong Choong Hann            | Guo Jianhua                             |
| Herreneinzel | Xia Xuanze            | Wong Choong Hann            | Indra Wijaya                            |
| Dameneinzel  | Zhou Mi               | Gong Ruina                  | Zhang Ning                              |
| Dameneinzel  | Zhou Mi               | Gong Ruina                  | Gong Zhichao                            |
| Herrendoppel | Zhang Jun Zhang Wei   | Chen Qiqiu Liu Yong         | Sigit Budiarto Candra Wijaya            |
| Herrendoppel | Zhang Jun Zhang Wei   | Chen Qiqiu Liu Yong         | Tesana Panvisavas Pramote Teerawiwatana |
| Damendoppel  | Wei Yili Zhang Jiewen | Huang Nanyan Yang Wei       | Gao Ling Huang Sui                      |
| Damendoppel  | Wei Yili Zhang Jiewen | Huang Nanyan Yang Wei       | Zhang Yawen Zhao Tingting               |
| Mixed        | Liu Yong Chen Lin     | Michael Søgaard Rikke Olsen | Zhang Jun Gao Ling                      |
| Mixed        | Liu Yong Chen Lin     | Michael Søgaard Rikke Olsen | Jens Eriksen Mette Schjoldager          |

## Finalresultate
| Disziplin    | Sieger                | Finalist                    | Ergebnis                |
| ------------ | --------------------- | --------------------------- | ----------------------- |
| Herreneinzel | Xia Xuanze            | Wong Choong Hann            | 7-3, 3-7, 7-2, 5-7, 7-4 |
| Dameneinzel  | Zhou Mi               | Gong Ruina                  | 7-2, 7-0, 7-4           |
| Herrendoppel | Zhang Wei Zhang Jun   | Liu Yong Chen Qiqiu         | 7-1, 4-7, 8-6, 4-7, 7-5 |
| Damendoppel  | Zhang Jiewen Wei Yili | Huang Nanyan Yang Wei       | 8-6, 7-3, 6-8, 8-7      |
| Mixed        | Liu Yong Chen Lin     | Michael Søgaard Rikke Olsen | 4-7, 8-7, 8-7, 7-5      |

## Halbfinalresultate
| Disziplin    | Sieger                      | Gegner                                  | Ergebnis                |
| ------------ | --------------------------- | --------------------------------------- | ----------------------- |
| Herreneinzel | Xia Xuanze                  | Indra Wijaya                            | 5-7, 3-7, 7-3, 7-4, 7-3 |
|              | Wong Choong Hann            | Guo Jianhua                             | 7-1, 7-1, 7-0           |
| Dameneinzel  | Zhou Mi                     | Zhang Ning                              | 7-0, 7-5, 3-7, 4-7, 8-7 |
|              | Gong Ruina                  | Gong Zhichao                            | 7-4, 8-6, 7-0           |
| Herrendoppel | Zhang Wei Zhang Jun         | Pramote Teerawiwatana Tesana Panvisavas | 7-4, 7-3, 7-1           |
|              | Liu Yong Chen Qiqiu         | Candra Wijaya Sigit Budiarto            | 3-7, 7-5, 2-7, 7-4, 8-6 |
| Damendoppel  | Zhang Jiewen Wei Yili       | Gao Ling Huang Sui                      | 7-2, 5-7, 8-6, 6-8, 7-5 |
|              | Huang Nanyan Yang Wei       | Zhang Yawen Zhao Tingting               | 2-7, 7-1, 7-1, 7-2      |
| Mixed        | Liu Yong Chen Lin           | Jens Eriksen Mette Schjoldager          | 7-3, 7-2, 3-7, 5-7, 7-3 |
|              | Rikke Olsen Michael Søgaard | Zhang Jun Gao Ling                      | 4-7, 7-3, 7-5, 7-4      |

## Viertelfinalresultate
| Disziplin    | Sieger                                  | Gegner                         | Ergebnis                |
| ------------ | --------------------------------------- | ------------------------------ | ----------------------- |
| Herreneinzel | Xia Xuanze                              | Lin Dan                        | 7-0, 7-5, 4-7, 7-5      |
|              | Indra Wijaya                            | Wu Yunyong                     | 7-3, 8-6, 3-7, 7-5      |
|              | Wong Choong Hann                        | Ng Wei                         | 7-2, 7-1, 7-3           |
|              | Guo Jianhua                             | Chen Hong                      | 7-4, 8-6, 1-7, 7-4      |
| Dameneinzel  | Zhou Mi                                 | Hu Ting                        | 7-1, 7-3, 7-0           |
|              | Zhang Ning                              | Tang Chunyu                    | 7-4, 7-4, 7-2           |
|              | Gong Zhichao                            | Xie Xingfang                   | 2-7, 8-6, 7-0, 7-3      |
|              | Gong Ruina                              | Dai Yun                        | 7-1, 7-1, 1-7, 2-7, 7-2 |
| Herrendoppel | Zhang Wei Zhang Jun                     | Chew Choon Eng Chan Chong Ming | 1-7, 7-3, 7-4, 7-4      |
|              | Pramote Teerawiwatana Tesana Panvisavas | Ha Tae-kwon Kim Dong-moon      | 2-7, 0-7, 7-2, 7-5, 7-4 |
|              | Liu Yong Chen Qiqiu                     | Chang Kim Wai Hong Chieng Hun  | 7-3, 3-7, 7-5, 7-3      |
|              | Candra Wijaya Sigit Budiarto            | Jens Eriksen Jesper Larsen     | 7-5, 7-1, 7-5           |
| Damendoppel  | Zhang Jiewen Wei Yili                   | Zhang Ning Gong Ruina          | 8-6, 7-2, 7-3           |
|              | Gao Ling Huang Sui                      | Ra Kyung-min Hwang Yu-mi       | 7-4, 7-1, 2-7, 7-5      |
|              | Huang Nanyan Yang Wei                   | Chien Yu-chin Cheng Wen-hsing  | 0-7, 7-2, 8-6, 7-2      |
|              | Zhang Yawen Zhao Tingting               | Chen Lin Jiang Xuelian         | 7-1, 7-5, 7-2           |
| Mixed        | Liu Yong Chen Lin                       | Sang Yang Zhao Tingting        | 2-7, 8-6, 7-3, 7-1      |
|              | Jens Eriksen Mette Schjoldager          | Chen Qiqiu Zhang Jiewen        | 8-7, 7-0, 7-8, 2-7, 7-5 |
|              | Rikke Olsen Michael Søgaard             | Nathan Robertson Gail Emms     | 8-6, 7-5, 8-6           |
|              | Zhang Jun Gao Ling                      | Chen Jibin Cheng Jiao          | 7-4, 7-3, 7-4           |